# Cimetière sud du complexe funéraire de Khéops

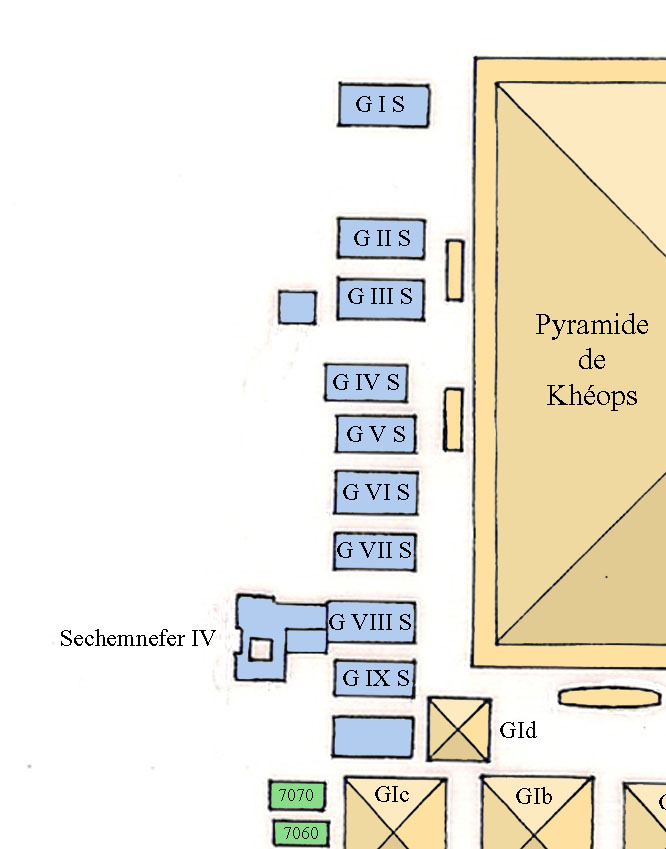
Plan du cimetière sud

Le cimetière sud tire son nom de son emplacement par rapport à la pyramide de Khéops : les tombes sont situées du côté sud de la pyramide. Reisner pense que le cimetière est une continuation du cimetière G7000 qui fait partie de la zone de Gizeh Est. La construction du cimetière est postérieure à celle du mastaba G 7070 de Snéfroukhaf. Junker a daté le cimetière du règne de Mykérinos en se basant sur la présence de poudre de granit qui proviendrait de l'habillage de la deuxième pyramide de Gizeh. Reisner admet une date de construction possible datant du règne de Khéphren.
Ce cimetière contient également plusieurs mastabas construits en pierre, dont la construction remonte à la VIe dynastie. Les tombes de l'époque de Mykérinos comprennent les mastabas du chambellan royal Khâemnefer, du fils du roi Khoufoukhaf Ier qui était maître des largesses royales, et d'un fonctionnaire nommé Niânkhrê.

## Tombes
| N°             | Type                                 | Nom de l'occupant                     | Titre de l'occupant                                        | Datation                     | Commentaire |
| -------------- | ------------------------------------ | ------------------------------------- | ---------------------------------------------------------- | ---------------------------- | --- |
| G I S          | Mastaba en pierre                    |                                       |                                                            | IVe dynastie (Mykérinos)     | On y a trouvé un sarcophage de granite sans inscription qui est actuellement au musée Roemer-et-Pelizaeus de Hildesheim,.                                                           |
|                | Mastaba en pierre                    | Itjef                                 |                                                            | VIe dynastie                 | On y a trouvé un groupe de statues qui est actuellement au Musée d'Histoire de l'art de Vienne, et probablement aussi des fragments de statues visibles au Musée égyptien du Caire. |
|                | Mastaba, en pierre et en briques     | Chenemnefer                           |                                                            | VIe dynastie                 | On y a trouvé un sarcophage portant le nom et titre du mort,. |
|                | Mastaba en pierre                    | Nounetjer et son épouse Hénoutsen     |                                                            | VIe dynastie                 | |
| S 39/40        |                                      |                                       |                                                            | VIe dynastie                 | Superstructure détruite. |
|                | Mastaba en pierre                    | Niânkhhathor                          |                                                            | VIe dynastie                 | Superstructure détruite. |
|                | Mastaba de brique, doublée en pierre | Isu et Meschedu                       |                                                            | VIe dynastie                 | |
| G II S         | Mastaba en pierre                    | Khâemnefer                            |                                                            | IVe dynastie (Mykérinos)     | On y a trouvé un sarcophage de granite rose portant le nom et titre du mort, qui est actuellement au musée Roemer-et-Pelizaeus de Hildesheim,.                                      |
|                | Mastaba en pierre                    | Iymery                                | Prêtre-ouâb auprès du roi                                  | VIe dynastie                 | On y a trouvé un autel à offrandes du mort, qui est actuellement au Musée égyptien du Caire.                                                                                        |
| G III S        | Mastaba en pierre                    | Khoufoukhaf Ier                       | Fils de roi                                                | IVe dynastie (Mykérinos)     | On y a trouvé un sarcophage de granite rose portant le nom et titre du mort, qui est actuellement au musée Roemer-et-Pelizaeus de Hildesheim,.                                      |
| S 94/160       | Mastaba en pierre                    | inconnu (d'après Junker, Iymery [II]) |                                                            | VIe dynastie                 | |
| G IV S (LG 52) | Mastaba en pierre                    | Niânkhrê                              |                                                            | IVe dynastie (Mykérinos)     | |
| S 127/129      | Mastaba en pierre                    |                                       |                                                            | VIe dynastie                 | On y a trouvé une liste d'offrandes qui est actuellement au musée Roemer-et-Pelizaeus de Hildesheim.                                                                                |
| S 125/157      | Mastaba en pierre                    |                                       |                                                            | VIe dynastie                 | |
|                | Mastaba en pierre                    | Nisouseânhk et son épouse Chenout     | Serviteur des dieux pour Khéops, Prêtre-ouâb auprès du roi | VIe dynastie                 | |
|                | Mastaba, en pierre et en briques     | Nisouhenou et son épouse Niânhkhathor |                                                            | VIe dynastie                 | |
| G VI S         | Mastaba en pierre                    |                                       |                                                            | IVe dynastie (Mykérinos)     | On y a trouvé un sarcophage de granite rose sans inscription qui est actuellement au Musée d'Histoire de l'art de Vienne,.                                                          |
| G VII S        | Mastaba en pierre                    |                                       |                                                            | IVe dynastie (Mykérinos)     | On y a probablement trouvé des fragments de plusieurs statues qui sont actuellement au Musée égyptien du Caire.                                                                     |
| G VIII S       | Mastaba en pierre                    | Sechemka                              |                                                            | Fin Ve ou début VIe dynastie | On y a trouvé un sarcophage de granite du mort, qui est actuellement au musée Roemer-et-Pelizaeus de Hildesheim,.                                                                   |
|                | Mastaba en pierre                    | Sehetepou (Tepou)                     |                                                            | Fin Ve ou début VIe dynastie | |
|                | Mastaba en pierre                    | Heneni                                |                                                            | VIe dynastie                 | On y a trouvé une fausse porte, qui est actuellement au musée Roemer-et-Pelizaeus de Hildesheim.                                                                                    |
| G IX S         | Mastaba en pierre                    |                                       |                                                            | IVe dynastie (Mykérinos)     | |
|                | Mastaba en pierre                    | Chenout                               |                                                            | VIe dynastie                 | |
| LG 55          | Mastaba en pierre                    | Niânhkrê (II)                         |                                                            | Fin Ve ou début VIe dynastie | On y a trouvé une statue du mort qui est actuellement au Musée égyptien du Caire.                                                                                                   |
| LG 53          | Mastaba en pierre                    | Seschemnefer (IV)                     |                                                            | Fin Ve ou début VIe dynastie | De nombreux bas-reliefs de cette tombe sont actuellement au musée Roemer-et-Pelizaeus de Hildesheim.                                                                                |
|                | Mastaba en pierre                    | Seschemnefer-Tjeti                    |                                                            | VIe dynastie                 | |
| LG 54          | Mastaba en pierre                    | Hétep-Hérès                           | Prêtresse de Neith                                         | VIe dynastie                 | On y a trouvé un cercueil de bois de la période tardive. |
|                | Mastaba en pierre                    | Ptahhotep                             |                                                            | VIe dynastie                 | |
|                | Mastaba en pierre                    | Tjetout                               |                                                            | VIe dynastie                 | On y a trouvé une fausse porte du mort, qui est actuellement au musée Roemer-et-Pelizaeus de Hildesheim.                                                                            |